# William Black (Mediziner)

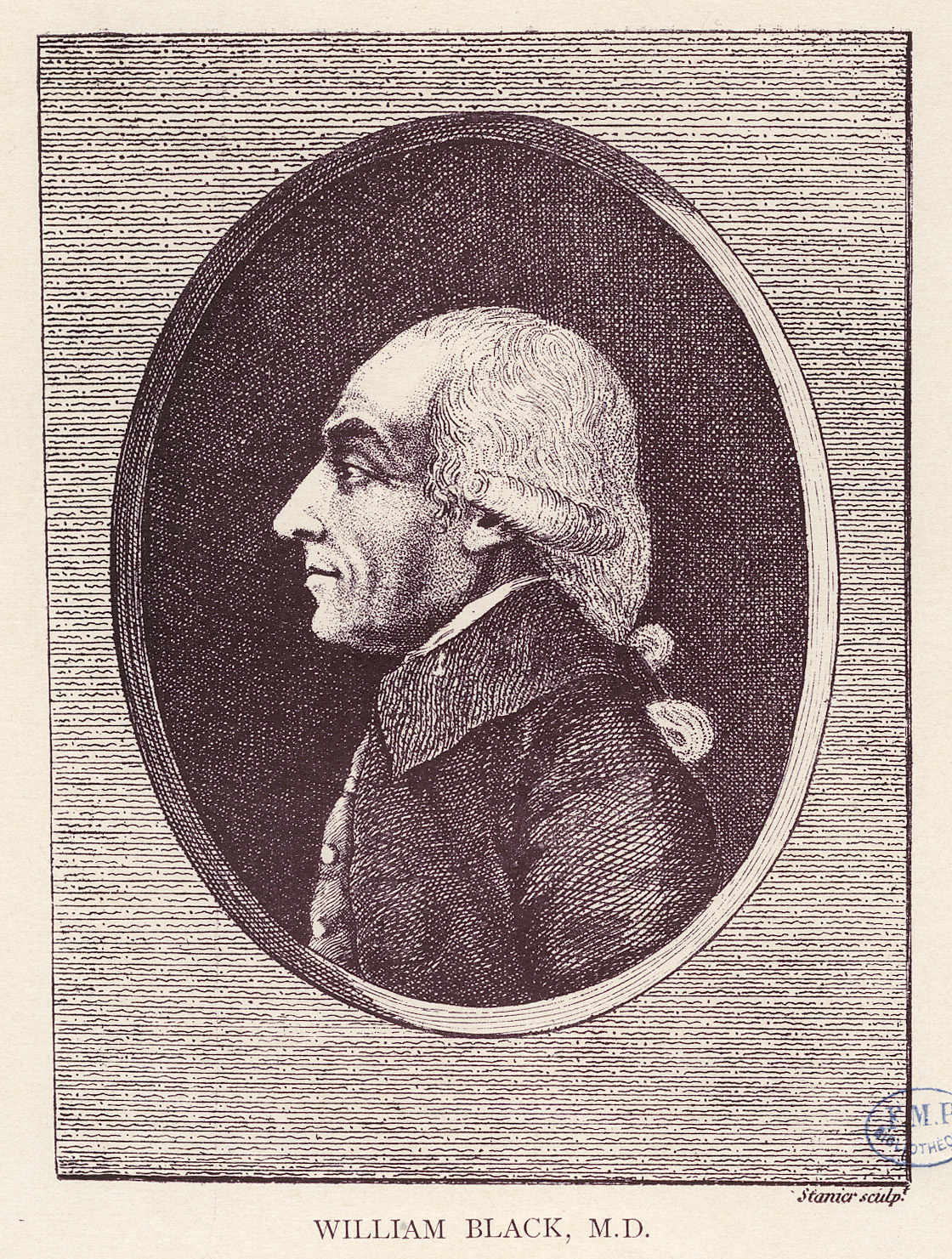

William Black (* 1749 in Irland; † 1829) war ein englischer Arzt, Pharmakologe, Medizinhistoriker und erster bekannter Medizinstatistiker.

## Leben und Werk
Er studierte und promovierte 1771 in Leyden, Titel seiner Arbeit Dissertatio medica de Pathologica inauguralis diagnosi, prognosi, et causis mortis in febribus, frei übersetzt „Diagnose, Prognose und Todesursache bei Fieber“. Ihm ist die Abkehr von Aberglauben und der Niedergang von „widerlicher und bedeutungsloser“ Arzneien wie „Pulverisierte Totenschädel“ und „ein Mischmasch anderen Unflats“ zumindest in der Literatur zu verdanken. Noch 1924 wurde Mumia vera Aegyptica von der Darmstädter Firma Merck als Droge zum Kilopreis von 12 Goldmark angeboten.
1785 ließ er sich in London nieder und war zusammen mit Gilbert Blane (1749–1834) Arzt am General Dispensary for Poor Married Women.
Black kann als einer der Begründer der evidenzbasierten Medizin genannt werden. Diese lässt sich auf das in der zweiten Hälfte des im 18. Jahrhundert von britischen Ärzten entwickelte Konzept der medical arithmetic zurückführen. Erstmals findet sich die Bezeichnung in dem 1793 publizierten Artikel An Attempt to Improve the Evidence of Medicine des schottischen Arztes George Fordyce.
(siehe hierzu auch die Publikation)
Neben den „Regeln der ärztlichen Kunst“, der Anerkennung ärztlicher Autorität und üblichen medizinischen Verfahrensweisen gewannen systematische Beobachtungen und die empirisch erarbeitete Evidenz wissenschaftlicher Studien an Bedeutung. Das Verhalten der Ärzte änderte sich aber über viele Jahre nicht, wie einer der Begründer der „arithmetic observation“, William Black, bereits 1789 vorausgesehen hatte:

„With respect to medical arithmetic, what time must yet revolve before ignorance and bigotry shall be enlightened, prejudices and inveterate habits done away with, envy, malevolence and calumny, I cannot determine.“

Die europäische Frühgeschichte der Evidenzbasierte Medizin begann ungefähr 1780 in Großbritannien mit der Entwicklung der Methode der arithmetic observation und etwa 50 Jahre später in Frankreich mit der méthode numérique. Unter dieser Methode ist die Durchführung systematischer Beobachtungen von Patienten- beziehungsweise Bevölkerungsgruppen und die Nutzung mathematischer Verfahren sowie der Einsatz einfacher statistischer Methoden zu verstehen. Damit   fiel in diese Zeit auch eine fundamentale Perspektivenänderung des Arztes: Von der alleinigen Betrachtung der individuellen Krankheitsgeschichte eines Patienten hin zur Berücksichtigung von statistischen Wahrscheinlichkeiten und quantitativ gesicherten Ergebnissen. Außerdem intensivierten sich die Auseinandersetzungen um die Art der medizinischen Evidenzgewinnung sowie um die Ausbildung des wissenschaftlichen Nachwuchses.

## Werke (Auswahl)
- William Black’s, der Arzneywiss. Drs. zu London, Entwurf einer Geschichte der Arzneywissenschaft und Wundarzneykunst. Aus dem Englischen übersetzt, herausgegeben und mit einigen Zusätzen versehen von Dr. Joh. Chr. Fr. Scherf, Hochgräfl. lippischen Hofmedicus. Meyer, Lemgo 1789 (Digitalisat)
- William Black: A comparative view of the mortality of the human species at all ages; and of the diseases and casualties by which they are destroyed or annoyed. Dilly, London 1788 (Digitalisat)
- William Black: Vergleichung der Sterblichkeit des menschlichen Geschlechts in allen Altern, ihren Krankheiten und Unglücksfällen. Aus dem Englischen. Leipzig Junius 1789.

## Weitere Nachweise
1. ↑  Richard Sugg: ‘Good Physic but Bad Food’: Early Modern Attitudes to Medicinal Cannibalism and its Suppliers. In: Soc Hist Med. 19(2006), S. 225–240.
2. ↑  Beatrix Geßler-Löhr: Mumia vera aegyptiaca im Abendland. hu-berlin.de (Memento vom 15. Juli 2014 im Internet Archive) (PDF; 9 kB)
3. ↑  EbM, von englisch evidence-based medicine „auf Beweismaterial gestützte Heilkunde“, einer Richtung in der Medizin genannt werden, die fordert, dass bei jeder medizinischen Behandlung patientenorientierte Entscheidungen ausdrücklich auf der Grundlage von empirisch nachgewiesener Wirksamkeit getroffen werden.
4. ↑  William Black: Arithmetic and Medical Analysis of the Diseases and Mortality of the Human Species. London 1789
5. ↑  zitiert bei U. Tröhler: To Improve the Evidence of Medicine. The 18th Century British Origins of a Critical Approach. Royal College of Physicians of Edinburgh, Edinburgh.
6. ↑  William Clark, Jan Golinski, Simon Schaffer: The sciences in enlightened Europe. University of Chicago Press, 1999, ISBN 0-226-10940-2.

| Personendaten    | Personendaten                                                           |
| ---------------- | ----------------------------------------------------------------------- |
| NAME             | Black, William                                                          |
| KURZBESCHREIBUNG | englischer Arzt, Pharmakologe, Medizinhistoriker und Medizinstatistiker |
| GEBURTSDATUM     | 1749                                                                    |
| GEBURTSORT       | Irland                                                                  |
| STERBEDATUM      | 1829                                                                    |